# Фудбалска репрезентација Светог Мартина (Француска)
Фудбалска репрезентација Светог Мартина (Француска) (фр. Équipe de Saint-Martin de football) је фудбалски тим који представља Свети Мартин (Француска) на међународним такмичењима под контролом Фудбалског савеза Светог Мартина (Француска) који се налази у оквиру Карипске фудбалске уније и КОНКАКАФа.
француска половина острва Светог Мартина која је раније била део француског прекоморског департмана Гваделуп (не треба мешати са тимом холандске половине, фудбалском репрезентацијом Светог Мартина (Холандија)). Свети Мартин није члан ФИФАе, па стога нема право на учешће на Светском купу, али се такмичи у такмичењима КОНКАКАФа.

## Историја
У августу 2014. године, фудбалска репрезентација Светог Мартина је одиграла пријатељску утакмицу са Британским Девичанским Острвима, што је била прва утакмица на територији од 2012. године, када је председник СМФА-е Фабрис Бејли најавио трогодишњи пројекат за потпуно враћање међународном карипском фудбалу. Бејли је поставио дугорочне циљеве привлачења пажње међународних регрутера и квалификацијама за златни куп КОНКАКАФа 2017. године.
Неколико пута је учествовала у квалификацијама за златни куп КОНКАКАФа, али су сви покушаји да се пласира у завршни део такмичења били узалудни. Репрезентација је једна од најслабијих у КОНКАКАФу . Од септембра 2008. године, тим је одиграо 26 утакмица (6 победа, 3 ремија и 17 пораза). Играчи који су икада играли за тим су мало познати, нико од њих није играо у јаким европским или америчким клубовима. Репрезентација постоји од јесени 1994. године. У фебруару 2001. постигла је прилично велике успехе за себе победивши резултатом 3:1 прво Монсерат, а затим Ангвилу (тимови са два мала британска поседа). Новембра 2004. године доживели су највећи пораз у својој историји, изгубивши од Јамајке 0:12.

## Такмичарска достигнућа

### КОНКАКАФ лига нација
| КОНКАКАФ лига нација | КОНКАКАФ лига нација | КОНКАКАФ лига нација | КОНКАКАФ лига нација | КОНКАКАФ лига нација | КОНКАКАФ лига нација | КОНКАКАФ лига нација | КОНКАКАФ лига нација | КОНКАКАФ лига нација | КОНКАКАФ лига нација | КОНКАКАФ лига нација |
| Сезона               | Дивизија             | Група                | Ута                  | П                    | Н*                   | И                    | ГД                   | ГП                   | П/И                  | ЗП                   |
| -------------------- | -------------------- | -------------------- | -------------------- | -------------------- | -------------------- | -------------------- | -------------------- | -------------------- | -------------------- | -------------------- |
| 2019/20.             | Ц                    | А                    | 6                    | 3                    | 0                    | 3                    | 7                    | 8                    |                      | 37.                  |
| 2022/23.             | C                    | У току               | У току               | У току               | У току               | У току               | У току               | У току               | У току               | У току               |
| Укупно               | Укупно               | Укупно               | 6                    | 3                    | 0                    | 3                    | 7                    | 8                    | 37.                  | 37.                  |